# Zweifamilienhaus Mehring
Das Zweifamilienhaus Mehring steht im Stadtteil Serkowitz der sächsischen Stadt Radebeul, in der Richard-Wagner-Straße 11.

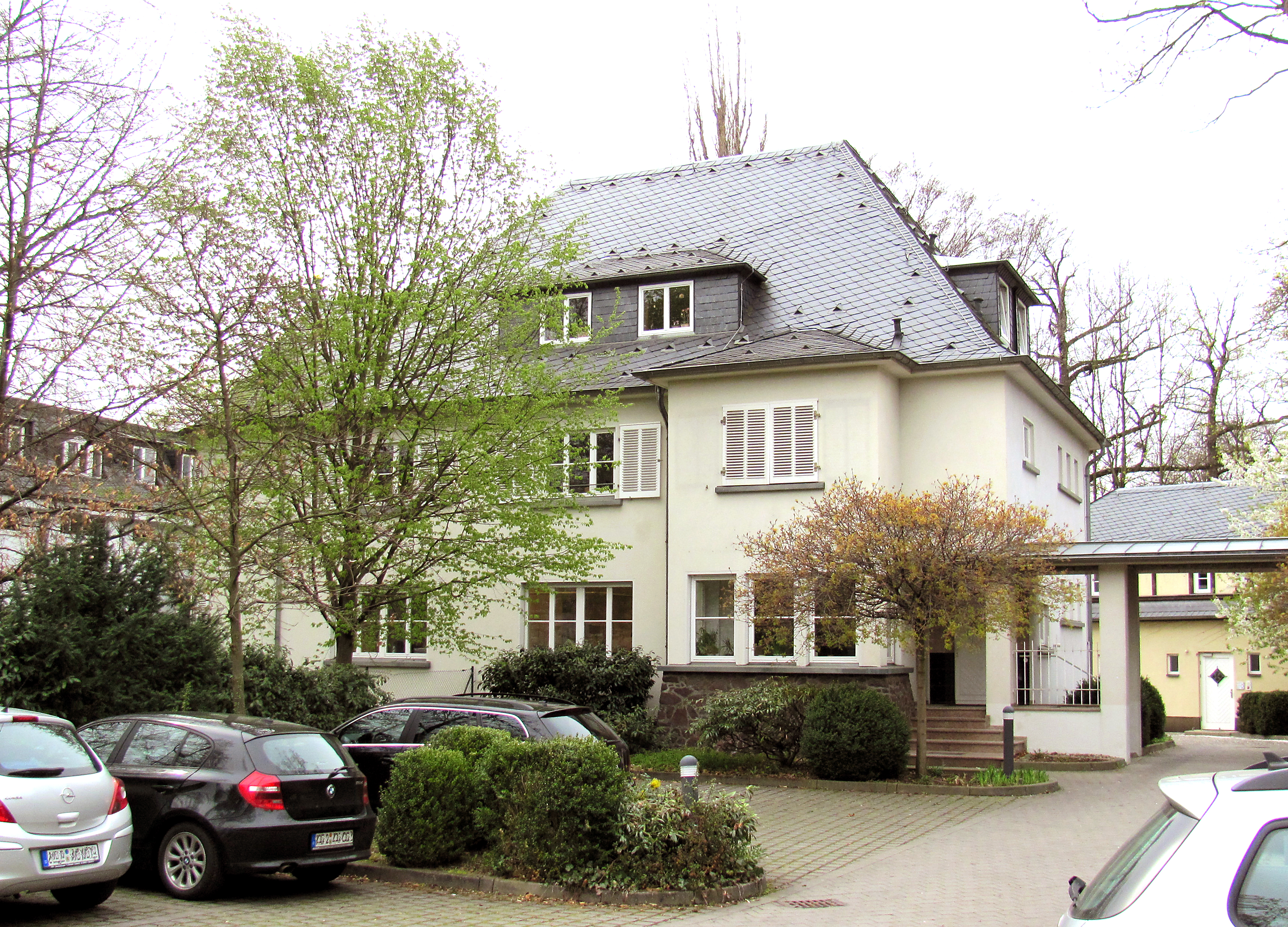
Zweifamilienhaus Mehring

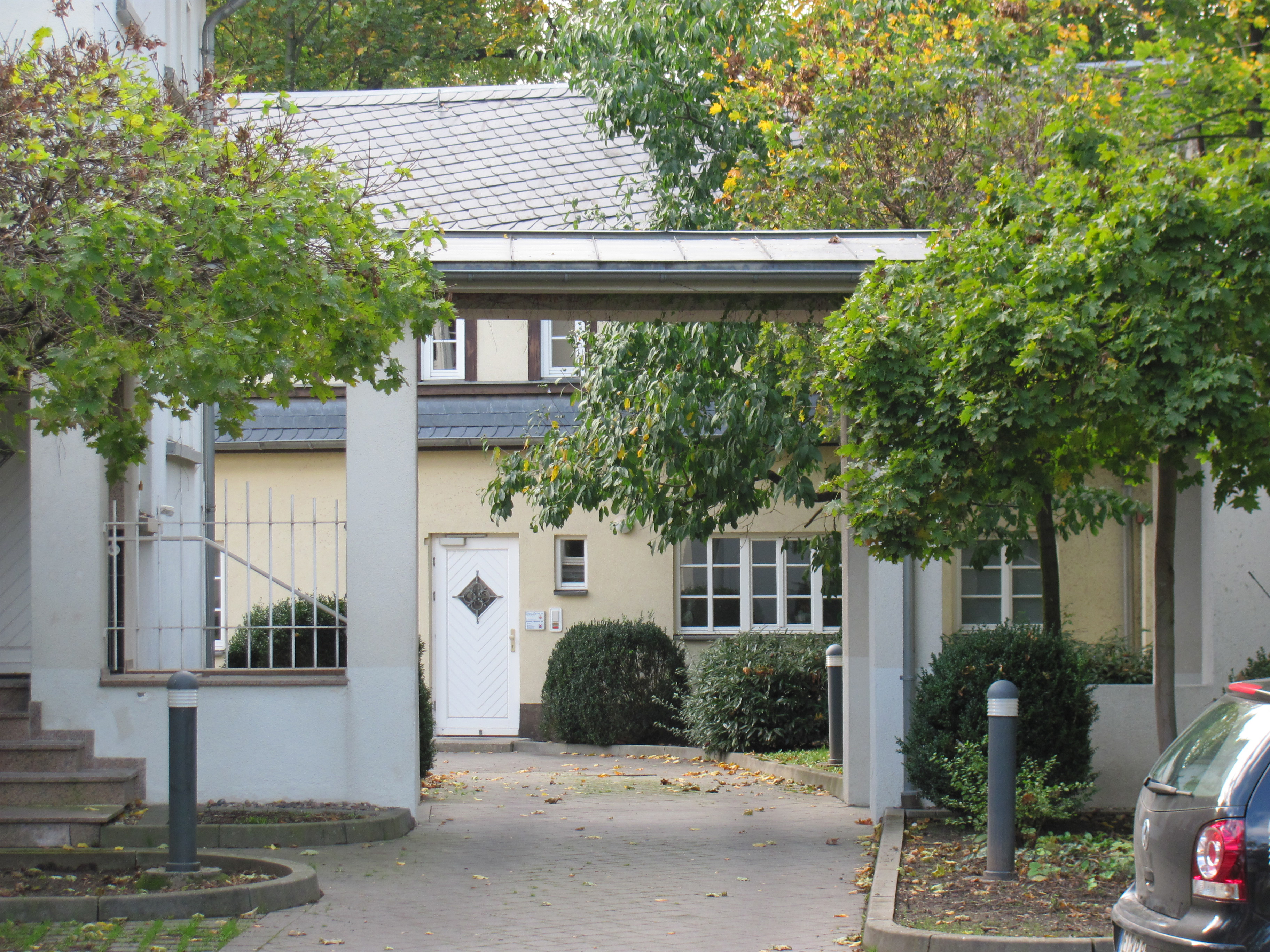
Pergola, dahinter das Nebengebäude

## Beschreibung
Das mitsamt Nebengebäude, Pergola und Garten unter Denkmalschutz stehende, zweigeschossige Zweifamilienhaus, auch als Villa angesprochen, ist ein „großzügiger“ Bau im Stil „zwischen verhaltener Moderne und Heimat[schutz]stil“. Er steht traufständig auf einem Bruchsteinsockel und hat ein hohes, ausgebautes Walmdach. Die Putzfassaden sind ungegliedert. Es war beantragt, das Ziegelmauerwerk auf den Schauseiten mit „Erlweinputz“ zu versehen sowie für das Dach eine „Deutsche Schieferdeckung“ zu verwenden.
In der breit gelagerten Straßenansicht mit drei Fensterachsen (die im Obergeschoss mit Klappläden) wird die rechte durch einen zweigeschossigen Standerker gebildet, neben dem sich rechts zur Gebäudekante hin in der Rücklage der Hauseingang unter einer Pergola befindet, die sich quer über die Durchfahrt zum hinteren Grundstück erstreckt. Nach links, also zur südlichen Seitenansicht hin, geht die Straßenfront in einen „markant halbrunden Bauteil“ von zwei Geschossen Höhe über. Dieser wird von einem halben Kegeldach bekrönt, das von seiner Spitze mit Knauf auf halber Höhe des Hauptdaches mit geradem First direkt in das schiefergedeckte Hauptdach übergeht. In den drei anderen Dachflächen befinden sich Dachgauben.
Auf der Gebäuderückseite befindet sich eine überdachte Terrasse mit Austritt obenauf. Dazu kommt ein Treppenhausrisalit für den Nebeneingang, über dem ein Fenstererker aus der Wand hervortritt.
Hinter dem Wohnhaus, durch die Pergoladurchfahrt zu sehen, steht etwas schräg das eingeschossige Nebengebäude mit Garagen. Der Putzbau trägt vor dem ausgebauten, schiefergedeckten Dachgeschoss einen breiten Dachhecht.
Der Garten gilt als denkmalpflegerische Nebenanlage.

## Geschichte
Der Architekt Max Czopka baute 1928 das sich bereits auf dem Grundstück am hinteren Rand befindliche Nebengebäude um.
Im September 1932 beantragte der Architekt Rudolf Zacek aus Bautzen für seine Bauherren ein Zweifamilienhaus errichten zu dürfen. Bauleiter war Johannes Adam. Bereits im Januar 1933 wurde der Bau abgenommen.
Nach der Wende wurden die Gebäude denkmalgerecht restauriert. Neben mehreren Mietern befindet sich auf dem Anwesen das 2009 gegründete Tochterunternehmen PocketBook Readers GmbH, dessen Muttergesellschaft PocketBook International aus Lugano die E-Book-Reader der Marke PocketBook weltweit vertreibt.